# Dmitrij Kudriaszow
Dmitrij Kudriaszow (ros. Дми́трий Алекса́ндрович Кудряшо́в; ang.: Dmitry Kudryashov; ur. 26 października 1985 w Wołgodońsku) – rosyjski bokser wagi junior ciężkiej.

## Życiorys
W wieku ośmiu lat zaczął uprawiać karate, a w wieku lat trzynastu zaangażował się w uprawianie boksu pod okiem trenera Nikołaja Timofeeva. W 2008 roku został powołany do wojska, służył w Rostowie nad Donem. W styczniu 2011 roku wygrał VII rosyjski turniej klasy „A” w boksie „Spartak Cup”, za co został uhonorowany tytułem mistrza sportu.
Kudriaszow zakończył amatorską karierę, notując rekord: 150 zwycięstw, 12 porażek.

## Kariera zawodowa
Kudriaszow dysponujący dobrymi warunkami fizycznymi rozpoczął zawodową karierę 30 lipca 2011 roku, pokonując przez nokaut w trzeciej rundzie Ukraińca Oleksandra Okhreia ()
30 listopada 2013 w Lubiercy pokonał przez nokaut reprezentującego Demokratyczną Republicę Konga Zacka Mwekassę (14-3, 13 KO) już na początku pierwszej rundy.
23 maja 2014 wygrał w Krasnodarze przez nokaut w siódmej rundzie z Chorwatem Ivicą Bacurinem (17-5-1, 7 KO).
18 października 2014 w Rostowie nad Donem pokonał przez techniczny nokaut po drugiej rundzie Rumuna Giuliana Ilie (20-7-2, 6 KO).
28 listopada 2014 w Moskwie znokautował byłego mistrza świata WBC w wadze junior ciężkiej, Kubańczyka Juana Carlosa Gomeza (55-3, 40 KO) już w 22 sekundzie pojedynku a 10 kwietnia 2015 na moskiewskiej gali Portorykańczyka Francisco Palaciosa (23-3, 14 KO), w pierwszej rundzie.
22 maja 2015 w Moskwie znokautował w szóstej rundzie reprezentanta Namibii Vikapita Meroro (28-5, 14 KO).
4 listopada w Kazaniu przegrał przez techniczny nokaut w drugiej rundzie z Nigeryjczykiem Olanrewają Durodolą (22-2, 20 KO).
21 maja 2016 w Moskwie pokonał przez techniczny nokaut w czwartej rundzie Brazylijczyka Julio Cesara Dos Santosa (30-6, 27 KO).
3 czerwca 2017 roku w Rostowie udanie zrewanżował się Nigeryjczykowi Durodoli (25-2, 23 KO), pokonując go przez TKO w 5 rundzie.
23 września 2017 roku stoczył walkę ćwierćfinałową w turnieju World Boxing Super Series. Jego rywalem był Yunier Dorticos (21-0, 20 KO). Przegrał przez KO w drugiej rundzie i odpadł z rywalizacji.
15 września 2018 w Kemerowie pokonał przez techniczny nokaut w pierwszej rudzie Rumuna Alexandru Jura (17-2, 7 KO).
21 grudnia 2019 w Krasnojarsku wygrał z Czechem Vaclavem Pejsarem (14-9, 12 KO), punktacja dwa do jednego 92:97, 95:94, 97:92 była kontrowersyjna. A dwóch sędziów sędziujących na korzyść Rosjanina zawieszono na półtora roku.

## Poza ringiem
Kudriaszow wchodzi na ring do utworu „Кувалда”, który został nagrany specjalnie dla niego przez rosyjskiego rapera „Dimy Stereo”. Jest zatrudniony w wydziale bezpieczeństwa w elektrowni jądrowej w Rostowie. Jest też honorowym obywatelem rodzinnego miasta Wołgodońska.

## Lista walk zawodowych
| Wynik      | Rekord | Przeciwnik                      | Rozstrzygnięcie | Runda       | Data                 | Miejsce                                                  | Uwagi                                             |  |
| ---------- | ------ | ------------------------------- | --------------- | ----------- | -------------------- | -------------------------------------------------------- | ------------------------------------------------- |  |
| Zwycięstwo | 23-2   | Alexandru Jur (17-2, 7 KO)      | TKO             | 1 (10) 2:31 | 15 września 2018     | GCS „Kuzbass”, Kemerovo, Rosja                           |                                                   |  |
| Zwycięstwo | 21-1   | Olanrewaju Durodola (24-3-o)    | TKO             | 5 (12) 2:17 | 3 czerwca 2017       | Rostów nad Donem, Rosja                                  | Obrona tytułu WBC Silver kategorii cruiser        |  |
| Zwycięstwo | 20-1   | Santander Silgado (27-3-0)      | KO              | 1 (12) 1:44 | 3 grudnia 2016       | Megasport Arena, Moskwa, Rosja                           | Walka o wakat WBC Silver kategorii cruiser        |  |
| Zwycięstwo | 19-1   | Julio Cesar Dos Santos (30-5-0) | TKO             | 4 (10) 1:48 | 21 maja 2016         | Megasport Arena, Moskwa, Rosja                           |                                                   |  |
| Porażka    | 18-1   | Olanrewaju Durodola (21-2-0)    | TKO             | 2 (12) 2:29 | 4 listopada 2015     | Tatneft Arena, Kazań, Rosja                              | Walka o wakat WBC Silver kategorii cruiser        |  |
| Zwycięstwo | 18-0   | Vikapita Meroro (28-4-0)        | KO              | 6 (10) 0:00 | 22 maja 2015         | Hala Sportowa Łużniki, Moskwa, Rosja                     |                                                   |  |
| Zwycięstwo | 17-0   | Francisco Palacios (23-2-0)     | KO              | 1 (10) 0:52 | 10 kwietnia 2015     | Hala Sportowa Łużniki, Moskwa, Rosja                     | Obrona tytułu WBA International kategorii cruiser |  |
| Zwycięstwo | 16-0   | Juan Carlos Gómez (55-3-0)      | KO              | 1(10) 0:19  | 28 listopada 2014    | Łużniki, Moskwa, Rosja                                   | Zdobył tytułu WBA International kategorii cruiser |  |
| Zwycięstwo | 15-0   | Giulian Ilie (20-7-2)           | RTD             | 2 (10) 3:00 | 18 października 2014 | Express, Rostów nad Donem, Rosja                         |                                                   |  |
| Zwycięstwo | 14-0   | Ivica Bacurin (17-5-1)          | KO              | 7 (12) 2:21 | 23 maja 2014         | Basket Hall, Krasnodar, Rosja                            |                                                   |  |
| Zwycięstwo | 13-0   | Lubos Suda (31-8-1)             | TKO             | 2 (12) 2:58 | 27 marca 2014        | Wonderland, Noworosyjsk, Rosja                           |                                                   |  |
| Zwycięstwo | 12-0   | Zack Mwekassa (14-3-0)          | KO              | 1 (10) 0:50 | 30 listopada 2013    | Triumph, Lubiercy, Rosja                                 |                                                   |  |
| Zwycięstwo | 11-0   | Shawn Cox (17-3-0)              | KO              | 2 (12)      | 26 października 2013 | Express, Rostów nad Donem, Rosja                         |                                                   |  |
| Zwycięstwo | 10-0   | Ruslan Semenov (3-24-1)         | KO              | 5 (6) 0:20  | 28 września 2013     | Bentley Centre, Barvikha, Rosja                          |                                                   |  |
| Zwycięstwo | 9-0    | Prince George Akrong (15-5-1)   | TKO             | 5 (12) 2:13 | 25 maja 2013         | Olymp, Wołgodońsk, Rosja                                 |                                                   |  |
| Zwycięstwo | 8-0    | Levan Jomardashvili (29-8-0)    | TKO             | 3 (12) 1:29 | 30 marca 2013        | Galich Hall, Krasnodar, Rosja                            |                                                   |  |
| Zwycięstwo | 7-0    | Semen Pakhomov (debiut)         | KO              | 1 (8) 2:00  | 16 lutego 2013       | Trade And Entertainment Centre „Moskwa”, Kaspijsk, Rosja |                                                   |  |
| Zwycięstwo | 6-0    | Isroil Qurbonov (7-7-1)         | TKO             | 5 (12) 2:05 | 13 października 2012 | Galich Hall, Krasnodar, Rosja                            |                                                   |  |
| Zwycięstwo | 5-0    | Oleksiy Varagushyn (debiut)     | TKO             | 1 (6) 2:38  | 1 maja 2012          | Dynamo Palace of Sports in Krylatskoye, Moskwa, Rosja    |                                                   |  |
| Zwycięstwo | 4-0    | Obadiah Mwangi (4-5-1)          | TKO             | 1 (8), 0:59 | 16 marca 2012        | Circus, Krasnodar, Rosja                                 |                                                   |  |
| Zwycięstwo | 3-0    | Kostiantyn Okhrei (18-30-3)     | TKO             | 4 (6) 2:17  | 19 listopada 2011    | Express, Rostów nad Donem, Rosja                         |                                                   |  |
| Zwycięstwo | 2-0    | Vyacheslav Shcherbakov (3-13-1) | RTD             | 1 (6) 3:00  | 25 września 2011     | Olimp, Krasnodar, Rosja                                  |                                                   |  |
| Zwycięstwo | 1-0    | Oleksandr Okhrei (debiut)       | KO              | 3 (4) 0:43  | 30 lipca 2011        | Sport Centre, Kushchevskaya, Rosja                       | debiut zawodowy                                   |  |

TKO – techniczny nokaut, KO – nokaut, UD – jednogłośna decyzja, SD- niejednogłośna decyzja, MD – decyzja większości, PTS – walka zakończona na punkty